# Trikaya
Trikāya (čínské znaky: 三身; pinyin: sānshēn; česky: Tři těla) představuje jednu ze základních a nejdůležitějších doktrín mahájánového buddhismu.

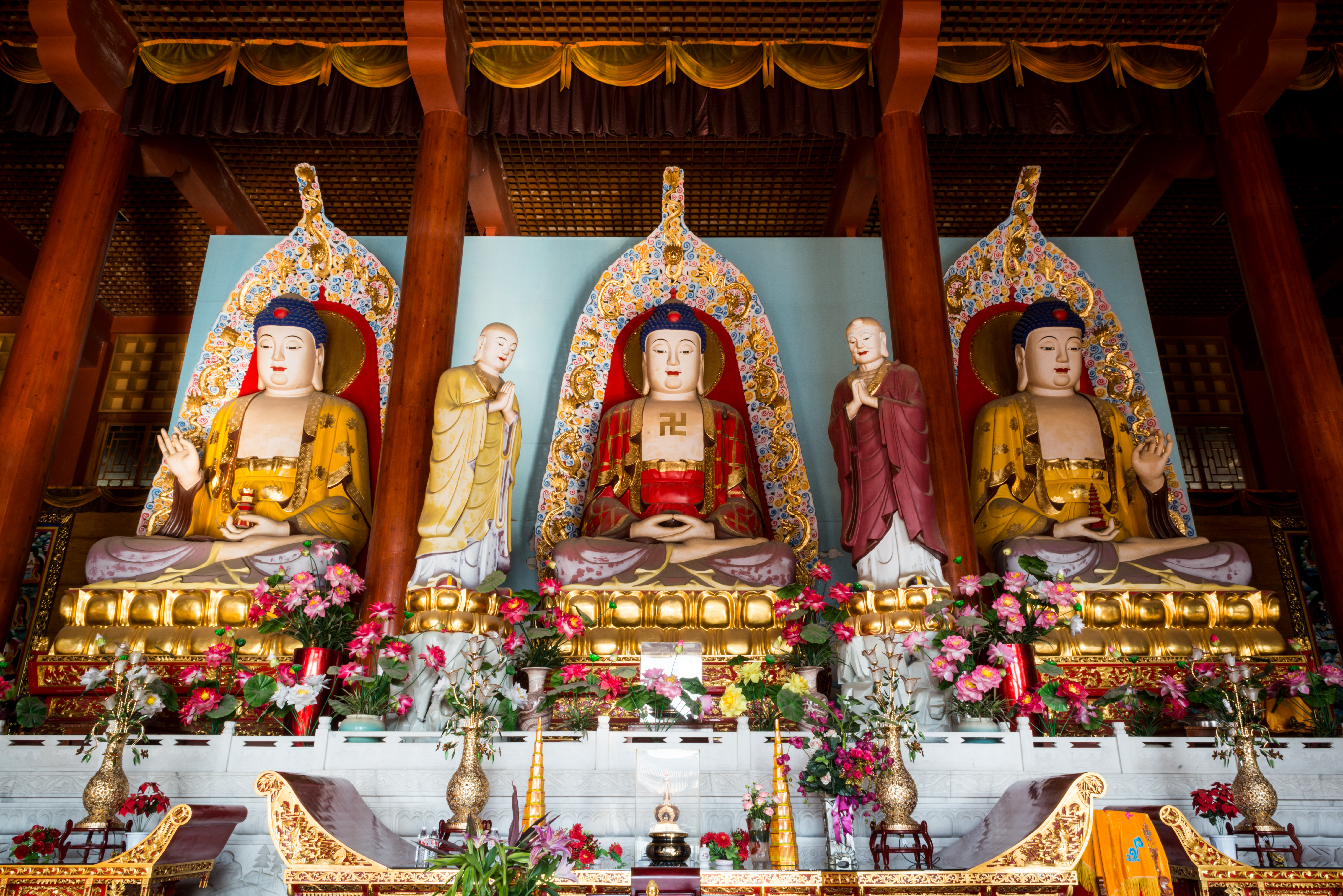
Trikaya (Shanyuan Temple, Liaoning Province, China)

## Trikaya v mahájánovém buddhismu
Koncept je založen na třech podstatách bytí, tedy třech tělech Buddhových. Avšak Trikāya není aplikovatelná pouze na osobnost Buddhy, Siddhártha Gautamy, ale na všechny buddhy, tedy bytosti, které dosáhly osvícení a ukončily tak koloběh neustálého znovuzrození, samsáry. V pozdějších interpretacích konceptu Trikāya je uváděno, že tyto tři těla jsou přítomna ve všech lidských bytostech, nejen v Buddhovi, buddhách a bódhisattvech. Přestože jednotlivé buddhistické školy chápou tyto Buddhovy podstaty bytí s mírnými nuancemi rozdílně, můžeme tyto tři těla, neboli kāyas, rozdělit následovně:
1. Dharmakāya neboli „Tělo pravdy“ je absolutno, jednota všech bytostí, zvířat a věcí. Představuje tak dokonalé osvícenství a nabytí prázdnoty v pozitivním slova smyslu.
2. Saṃbhogakāya neboli „Blažené tělo“ či „Tělo odměny“ je stav, kdy je tělo očištěno, zbaveno nečistot a pociťuje blaženost osvícení.
3. Nirmāṇakāya také známé jako „Tělo emanace“, představuje naši lidskou podstatu bytí, fyzické tělo, které se narodí a následně umře.

## Podoba konceptu Trikaya v křesťanství

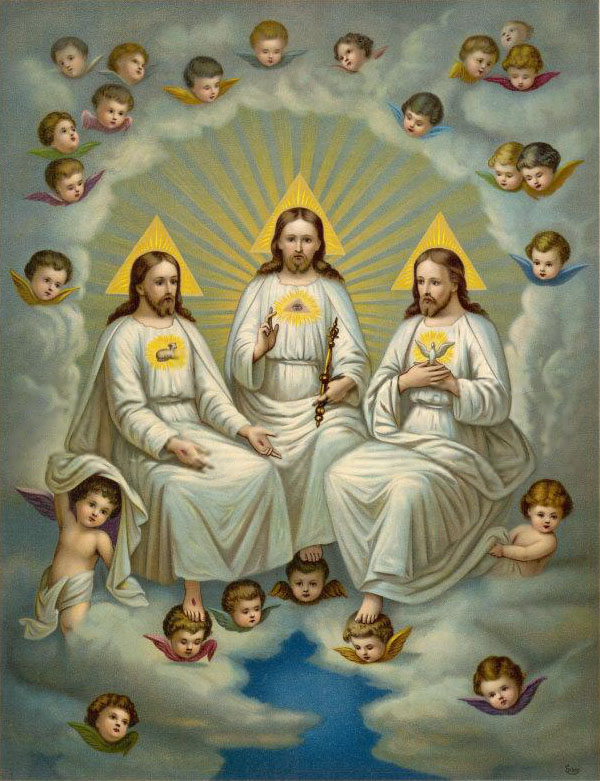
Fridolin Leiber - Svatá Trojice

Přestože je Trikāya pro mahájánový buddhismus elementární, nejsou dostupné žádné souhrnné spisy související s vývojem této doktríny v období raného buddhismu. A proto vyvstává otázka, jak Trikāya vznikla. Jistou podobnost můžeme najít mezi konceptem Trikāya a Svatou Trojicí, jenž představuje Boha v křesťanském dogmatu o trojjedinosti.  Obě tato náboženství jsou si do jisté míry podobná, jelikož se obě soustředí na učení a myšlenky vyvolené osoby. Taktéž jednotlivé formy bytí dle doktríny Trikāya značně připomínají jednotlivé podstaty Svaté Trojice v křesťanství. Bůh Otec ve své podstatě připomíná svou absolutností a jednotou Dharmakāya, Bůh Syn naopak je do značné míry synonymem pro Sambhogakāya a Bůh Duch svatý Nirmānakāya, jenž představuje nás samotné.
Ačkoliv neexistují žádné dokumenty, které by s jistotou mohly potvrdit přítomnost Ježíše v Asii, řada okolnosti tomu napovídá. Kromě značných podobností v rámci těchto náboženství, může absence záznamů týkající se Ježíše mezi dvanáctým a dvacátým devátým rokem jeho života, vést ke spekulacím, že se vydal po některé z obchodních cest do Asie a seznámil se s buddhistickou naukou. Současně, vznik mahájánového buddhismus se datuje do 2. či 1. století před naším letopočtem, nicméně na základě dochovaných záznamů víme, že v té době koncept Trikāya ještě neexistoval či nebyl populární.